# Бертола, Стефания
Стефания Бертола (род. 27 декабря 1952, Турин) — итальянская писательница, переводчица и сценарист. Живет в Турине и совмещает написание книг, журналистику и ведение программ на радиостанциях.

## Биография
До литературного дебюта в 1989 году с романом «Luna di Luxor»,  несколько лет работала в издательстве «Эйнауди» переводчицей с английского. Работа  переводчиком продолжалась на протяжении десятилетий в различных издательствах; среди переведенных авторов: Филип Рот, Иэн Макьюэн, Скотт Туроу, Александр МакКолл Смит, Джон Апдайк. Работала в разных жанрах, от художественной литературы (Том Вульф) до научной фантастики (Нил Гейман).
Опубликовала несколько романов, действие которых обычно происходит в Турине, в которых сочетаются сентиментальность, юмор и  сюрреализм; тексты напоминают англосаксонскую литературу в стиле литература для цыпочек: тон обычно легкий и забавный, даже если тематика решительно отклоняется от канонов этого жанра.
Автор радиоспектаклей и сценарист; в этом качестве участвовала  в некоторых эпизодах телесериала I Cesaroni  ).  В 2014 году вышла в финал международной премии Bottari Lattes Grinzane.

### Проза
- Luna di Luxor, Milano, Longanesi, 1989. ISBN 88-304-0909-X.
- Se mi lasci fa male, Milano, Sperling & Kupfer, 1997. ISBN 88-200-2478-0.
- Ne parliamo a cena, Milano, Salani, 1999. ISBN 88-7782-823-4.
- Aspirapolvere di stelle, Milano, Salani, 2002. ISBN 88-8451-114-3.
- Biscotti e sospetti, Milano, Salani, 2004. ISBN 88-8451-359-6.
- A neve ferma, Milano, Salani, 2006. ISBN 88-8451-700-1.
- La soavissima discordia dell’amore, Milano, Salani, 2009. ISBN 978-88-6256-055-9.
- Il primo miracolo di George Harrison[7], Torino, Einaudi, 2010. ISBN 978-88-06-20260-6.
- Romanzo rosa, Torino, Einaudi, 2012. ISBN 978-88-06-20978-0.
- Ragazze mancine, Torino, Einaudi, 2013. ISBN 978-88-06-21264-3.
- Il giardino di guerriglia. Un anno di allegre battaglie fra la donna e il verde, Milano, Mondadori, 2014. ISBN 978-88-370-9722-6.
- Solo Flora, Milano, Feltrinelli, 2016. ISBN 978-88-07-91021-0.
- Vampiri contro Amet, Feltrinelli, 2016.
- Ragione & sentimento[8], Torino, Einaudi, 2017. ISBN 978-88-06-22851-4.
- Divino amore, Torino, Einaudi, 2019. ISBN 978-88-06-24154-4.
- Via delle magnolie 11, Torino, Einaudi, 2020 ISBN 9788806241452.
- Le cure della casa, Einaudi, Torino, 2021, ISBN 9788806250225.
- Vento da est, Einaudi, Torino, 2023, ISBN 9788806259174

### Избранные переводы
- Sandra Aragona, La moglie dell'ambasciatore, Sperling & Kupfer, Milano 2012
- Vladimir Arsenijević, Sottocoperta, Mondadori, Milano 1997
- Marcel Aymé, Le storie blu del gatto di casa, illustrazioni di Philippe Dumas; Emme, Milano c1982
- Nicholson Baker, L'ammezzato, G. Einaudi, Torino ©1991
- Paul Beatty, Tuff e la sua banda, Mondadori, Milano 2000
- Sharon Bolton, Sacrificio, Mondadori, Milano 2008
- Alan Bradley,
  - Flavia De Luce e il delitto nel campo dei cetrioli, Mondadori, Milano 2010
  - La morte non è cosa per ragazzine, Mondadori, Milano 2011
- Kyril Bonfiglioli, Mortdecai, Piemme, Milano 2015 (3 voll., traduzioni di Stefania Bertola e Serena Bertetto
- Katharine Mary Briggs, Fiabe popolari inglesi, Einaudi, Torino 1984
- Kiran Desai, La mia nuova vita sugli alberi, Mondadori, Milano 1998
- Roddy Doyle ... [et al.], Yeats è morto!, a cura di Joseph O'Connor, Guanda, Parma 2002
- Tim Firth, Calendar girls: commedia in due atti, traduzione e adattamento di Stefania Bertola; introduzione di Franco Mandelli, Sillabe, Livorno 2015